# Cuestión homérica

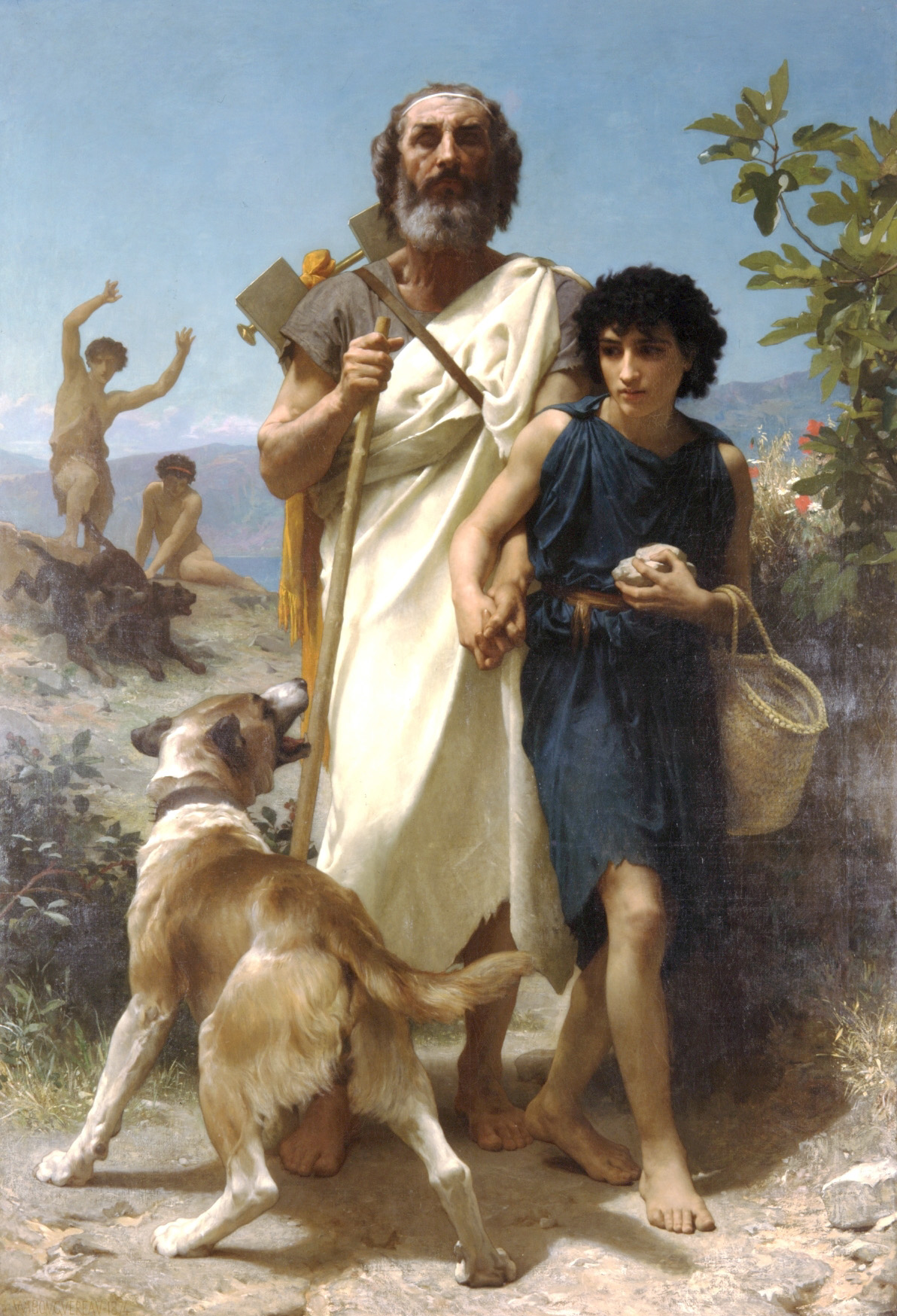
Homero y su lazarillo, por William-Adolphe Bouguereau (1874).

La llamada cuestión homérica es el debate sobre la existencia del poeta griego Homero. Es también la discusión que se ha producido en torno a la verdadera identidad del autor de la Ilíada y la Odisea y, por lo tanto, a la paternidad y formación de las obras que se le atribuyen.

## Significado deHomero
En griego antiguo su nombre es Ὅμηρος (Hómēros). Muchas etimologías han sido propuestas para ese nombre, idéntico a la palabra griega que significa 'rehén'. Una teoría especifica que este nombre se originó de una sociedad de poetas llamada Ὁμηρίδαι (Homerídae, Homéridas), que literalmente significa 'hijos de rehenes' o 'descendientes de prisioneros de guerra'. Como esos hombres no eran enviados a la guerra, pues se dudaba de su lealtad en el campo de batalla, no podían ser muertos en ella, así que eran comisionados a conmemorarla con la poesía épica para recordar eventos pasados, ocurridos en el tiempo anterior a que la instrucción llegara al círculo de poetas.

## Debate en la Antigüedad
Este debate tuvo sus raíces en la Antigüedad. Se conservan siete biografías de Homero, todas posiblemente legendarias, diferentes y algunas bastante remotas, aunque tiene especial crédito una que lo hace natural de Quíos y ciego. Asimismo, se le atribuyeron muchas obras, no solo esas dos: Calino hizo suya la Tebaida, ciclo sobre el tema de Los siete contra Tebas, que posteriormente dramatizaría Esquilo; Arquíloco y Aristóteles le asignaron la composición del Margites; y Píndaro, la Cipriada, un poema sobre los hechos anteriores a la guerra de Troya; el historiador Tucídides, por su parte, lo creía autor del Himno a Apolo Delio y también hay otros himnos que le han sido atribuidos. 
En el periodo helenístico los gramáticos alejandrinos Jenón y Helánico llegaron a la conclusión, a partir de las diferencias y las contradicciones de todo tipo que hallaron entre la Ilíada y la Odisea, que solo la primera de estas epopeyas había sido compuesta por Homero, por lo que fueron llamados «corizontes» (o 'separadores'). Su opinión fue rechazada por gramáticos alejandrinos más afamados como Aristarco de Samotracia, Zenódoto de Éfeso y Aristófanes de Bizancio.

## Debate en los siglosXVIIIyXIX
Precedidos por las especulaciones de François Hédelin en su obra póstuma Conjeturas académicas sobre la "Ilíada" (Conjectures académiques sur l'Iliade, 1715), así como de Giambattista Vico en ese mismo siglo, el debate volvió con fuerza a comienzos del siglo xix, cuando el filólogo Friedrich August Wolf cuestionó la unidad de los poemas homéricos al entender, a partir del estudio de la forma y el fondo de estas epopeyas y sus contradicciones internas en su obra Introducción a Homero (Prolegomena ad Homerum, 1795), que ambos se habían formado a partir de poemas orales menores compuestos en épocas diferentes por distintos aedos y rapsodas y que fueron refundidos en un solo texto alrededor del siglo vi a. C., cuando el tirano Pisístrato designó una comisión de personas instruidas para reunir los poemas de Homero y fijar un texto único. Esta teoría se avenía bien con la creencia del Romanticismo en un Volksgeist, 'genio o espíritu del pueblo', autor colectivo y anónimo de una poesía nacional. Karl Lachmann acreditó la teoría de los cantos autónomos en sus Consideraciones sobre la Ilíada de Homero (Betrachtungen über Homers Ilias, 1837), y la teoría siguió desarrollándose con las aportaciones fundamentales de Adolf Kirchhoff y de Ulrich von Wilamowitz-Moellendorff en sus Investigaciones homéricas (Homerische Untersuchungen, 1884).
Así pues, surgieron dos posturas enfrentadas respecto a la unidad en la autoría de los poemas homéricos que, con matices, sobreviven en la actualidad:
- Los analistas defienden la intervención de varias manos distintas en la elaboración de cada uno de los poemas homéricos, que además serían producto de la recopilación de pequeñas composiciones populares preexistentes.

- Frente a ellos se halla un punto de vista unitario que sostiene que cada uno de los poemas homéricos tiene una concepción global y una inspiración creativa que impide que puedan ser resultado de una compilación de poemas menores.

Algunos de los defensores del punto de vista unitario, sin embargo, señalan que las diferencias existentes entre ambos poemas sugieren la presencia de un autor distinto para cada uno de ellos.

## Debate en elsigloXX
En el siglo xx todavía siguió profundizándose en las ideas de Wolf con los trabajos de Eduard Schwartz y muchos otros hasta hacerse una cuestión prácticamente interminable. Sin embargo, como el origen de los poemas en la poesía oral tradicional ha sido universalmente admitido, la cuestión homérica ha retrocedido en importancia o, en menor medida, ha sido drásticamente reformulada.

### Teoría oral
Los eruditos generalmente aceptan, con base en los estudios de Milman Parry y Albert Lord, que la Ilíada y la Odisea son el producto de una tradición oral transmitida a través de varias generaciones. Las fuentes antiguas ya señalaban que los poemas homéricos eran interpretados y transmitidos oralmente. Un análisis de la estructura y el vocabulario de ambas obras muestra que los poemas contienen frases repetidas regularmente, incluyendo la repetición de versos completos. Parry afirmó que los trozos de lenguaje repetitivo, llamados «fórmulas», fueron heredados por el poeta de sus predecesores.
Según Albert Lord en las notas de su obra The Singer of Tales 

Los poetas dentro de la tradición oral, como Homero, crean y modifican sus cuentos mientras que los realizan. Así, Homero pudo «tomar prestados» de otros autores, pero ciertamente, él impuso un estilo propio a su obra.[cita requerida]

Dominique Casajus, especialista en el tema de la oralidad y la escritura de la poesía, es uno de los antropólogos contemporáneos interesado en las discusiones relativas a la cuestión homérica, sobre la que examinó en particular el papel de Jean-Jacques Rousseau.

### Escuela neoanalítica
Una escuela denominada neoanalítica, fundada en 1996 por autores como Ken Dowden, ha interpretado los poemas homéricos en relación con el oralismo como resultado de la obra de un poeta que fue a la vez recopilador y creador, a partir de material que le había llegado de manera oral.